# Hotel Fontenelle
Hotel Fontenelle era un hotel de lujo ubicado en 1806 Douglas Street en el centro de la ciudad de Omaha, en el estado de Nebraska (Estados Unidos). Diseñado por el arquitecto Thomas Rogers Kimball en estilo neogótico tardío, se inauguró en 1915 y fue demolido en 1983. Lleva el nombre de Logan Fontenelle, un intérprete de la tribu Omaha cuando cedió tierras al gobierno de Estados Unidos que se convirtió en la ciudad de Omaha.

## Historia
El Fontenelle abrió el 15 de febrero de 1915. Con un costo de construcción de 1 millón de dólares, fue financiado en gran parte por suscriptores ciudadanos, que era un método común para financiar hoteles en ese momento. El edificio fue diseñado por Thomas Kimball para Douglas Hotel Company y su presidente, Gurdon W. Wattles. El edificio tenía 350 habitaciones decoradas al estilo inglés y áreas públicas decoradas con pisos de mármol y paneles de caoba.
El Fontenelle fue operado por Douglas Hotel Company hasta 1920, después de lo cual fue adquirido por el magnate hotelero Gene Eppley, convirtiéndose en el buque insignia de su Eppley Hotel Company, que en la década de 1950 era la compañía hotelera privada más grande de Estados Unidos. Eppley operó 22 unidades en seis estados y vivió en Fontenelle después de comprarlo en 1920, y murió allí en 1958.
El centro de la sociedad de Omaha, el hotel fue sede de numerosos eventos cívicos, bodas y convenciones. Estos incluyeron la fundación del movimiento Girl Scout en Omaha. un torneo nacional de bolos femeninos, y conferencias de Willa Cather y otros autores de renombre nacional.
Eppley vendió su imperio hotelero a Sheraton Hotels, por treinta millones de dólares en 1956. Fue la segunda venta de hotel más grande en la historia de los Estados Unidos. El hotel se convirtió en el Sheraton-Fontenelle y siguió siendo un destino popular para eventos sociales. Sheraton vendió el hotel, junto con otras diecisiete propiedades envejecidas, a Gotham Hotels en 1968 y recuperó su nombre original. El hotel fue la sede de la campaña primaria demócrata de Nebraska de 1968 del senador Robert F. Kennedy.
El hotel cerró el 28 de febrero de 1971. Su popularidad se había desvanecido a medida que la ciudad crecía hacia el oeste y la condición de la estructura también se estaba deteriorando. Se hicieron muchos intentos para reconstruir el Fontenelle, ya que estaba vacío durante los siguientes doce años, pero finalmente fue demolido en la primavera de 1983. El sitio es ahora el estacionamiento del Palacio de Justicia Federal Roman L. Hruska.

## Huéspedes notables
El Fontenelle acogió a muchas celebridades y políticos a lo largo de los años, incluidos Lou Gehrig y Babe Ruth, el presidente Harry S. Truman, que era amigo personal de Gene Eppley. El senador John F. Kennedy y su esposa Jacqueline se quedaron allí durante su campaña para las elecciones presidenciales de 1960.